# The Residents

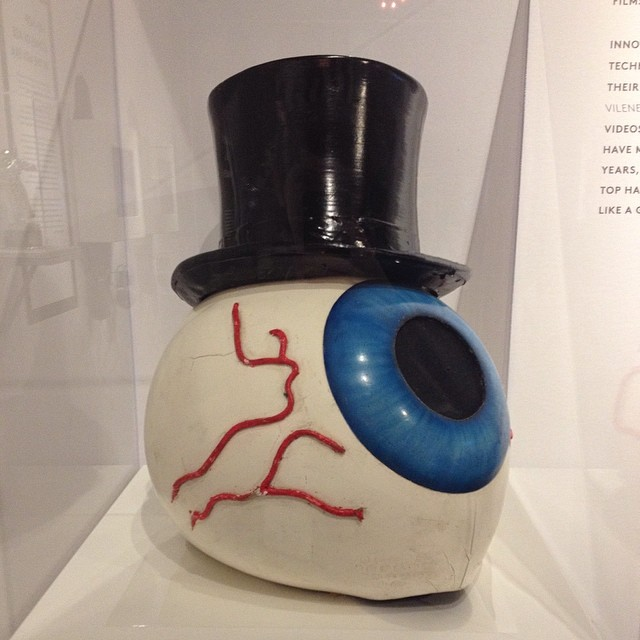
Oogbolhelm die werd gebruikt door The Residents

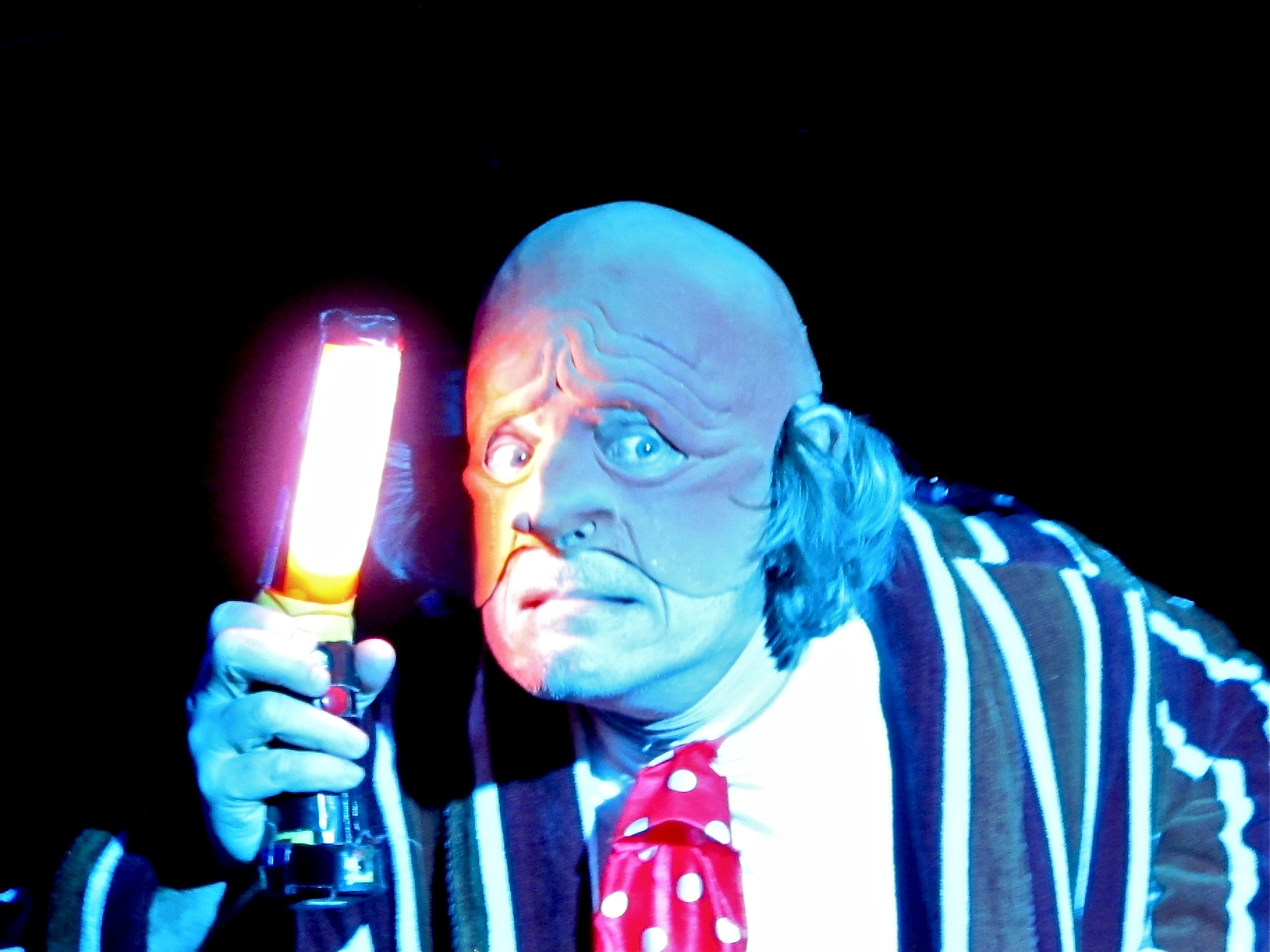
The Residents in 2010

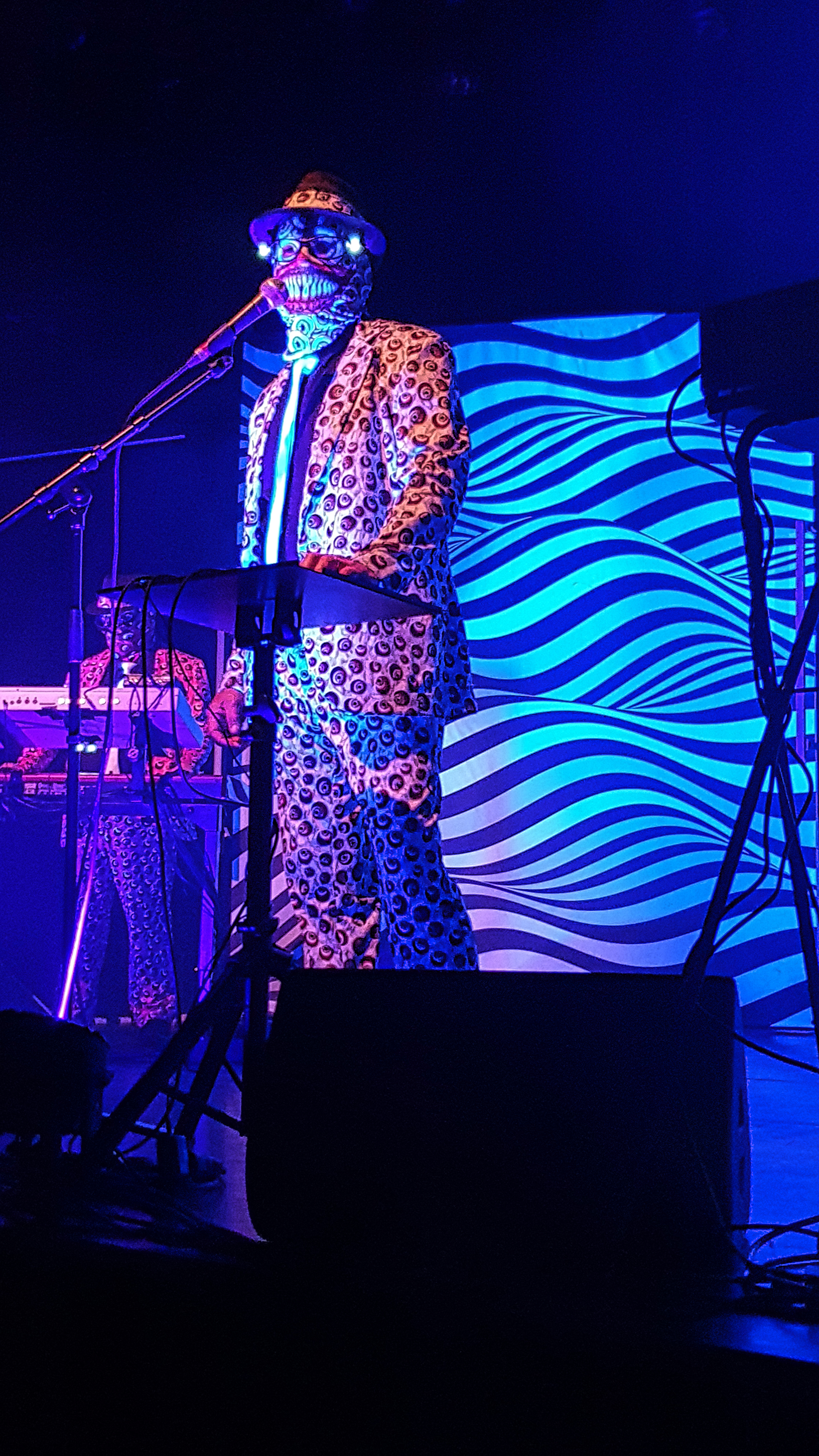
The Residents in 2023

The Residents is een Amerikaanse avant-gardepopband opgericht in 1969.

## Geschiedenis
The Residents gelden als een van de best bewaarde geheimen uit de popgeschiedenis, een groep wiens leden er door de jaren heen in geslaagd zijn hun anonimiteit te behouden door zich tijdens concerten te vermommen, vaak met een grote oogbol die het gehele hoofd verbergt, met daaronder een herenkostuum. De bandnaam ontleenden ze aan een ontvangen envelop geadresseerd "Aan de bewoners". Tot op de dag van vandaag zijn de identiteiten van The Residents onbekend, ondanks de regelmatige concerten. De doelstelling van de The Residents is: het maken van muziek over muziek. Dit leidt tot zogenoemde "antimuziek". Zo bestaat The Commercial Album uit liedjes die niet langer duren dan een minuut, en dus (in Residents-logica) zeer geschikt zouden zijn voor reclamespots.
De groep experimenteerde eveneens met multimediaprojecten, zoals het onvoltooide filmproject Vileness Fats (1972-1976), de later als album uitgebrachte podcast The River of Crime en de internetvideoserie Timmy (2006). Freak Show, in 1991 verschenen op cd-rom, werd in 1995 tevens uitgevoerd door een toneelgezelschap in Praag.
Een artiest met wie The Residents regelmatig hebben samengewerkt is de Britse gitarist-multi-instrumentalist Snakefinger (Phil Lithman) en Renaldo & the Loaf.

## Discografie
Albums
1. Meet the Residents, 1974
2. The Third Reich 'n' Roll - 1976
3. Fingerprince - 1976
4. Duck Stab/Buster & Glen - 1978
5. Not Available - 1978
6. Eskimo - 1979
7. The Commercial Album - 1980
8. Mark of the Mole - 1981
9. The Tunes of Two Cities - 1982
10. Intermission: Extraneous Music from the Residents' Mole Show - 1983
11. Title in Limbo - with Renaldo and the Loaf 1983
12. George & James - 1984
13. Whatever Happened to Vileness Fats? - 1984
14. Census Taker - 1985
15. The Big Bubble: Part Four of the Mole Trilogy - 1985
16. Stars & Hank Forever: The American Composers Series - 1986
17. God in Three Persons - 1988
18. The King & Eye - 1989
19. Freak Show - 1991
20. Our Finest Flowers - 1992
21. Gingerbread Man - 1994
22. Hunters - 1995
23. Have a Bad Day - 1996
24. Wormwood: Curious Stories from the Bible - 1998
25. Roadworms: The Berlin Sessions - 2000
26. Icky Flix - 2001
27. Demons Dance Alone - 2002
28. WB: RMX - 2003
29. 12 Days of Brumalia - 2004
30. I Murdered Mommy - 2004
31. Animal Lover - 2005
32. Tweedles - 2006
33. Night of the Hunters[1] - 2007
34. The Voice of Midnight- oktober 2007

## Artikelen en boeken over the Residents
- Twin Peaks meets SimCity, artikel in Wired, 1995, Engelstalig
- Shirley, Ian-Meet the Residents:America's most eccentric band, SAF Publishing, 1993
- Uncle Willie-Uncle Willie's Highly opiniated guide to the Residents-the Cryptic Corporation, 1993